# Alchemilla murbeckiana
Alchemilla murbeckiana es una especie de planta del género Alchemilla, perteneciente a la familia Rosaceae.

## Taxonomía
Alchemilla murbeckiana fue descrita por Robert Buser en 1906.

## Distribución
Se encuentra en el territorio norte y este de Europa hasta Kamchatka y Mongolia.